# Martin Phillips
Martin Phillips (ur. 13 marca 1976) – angielski piłkarz występujący na pozycji pomocnika.